# Hardware

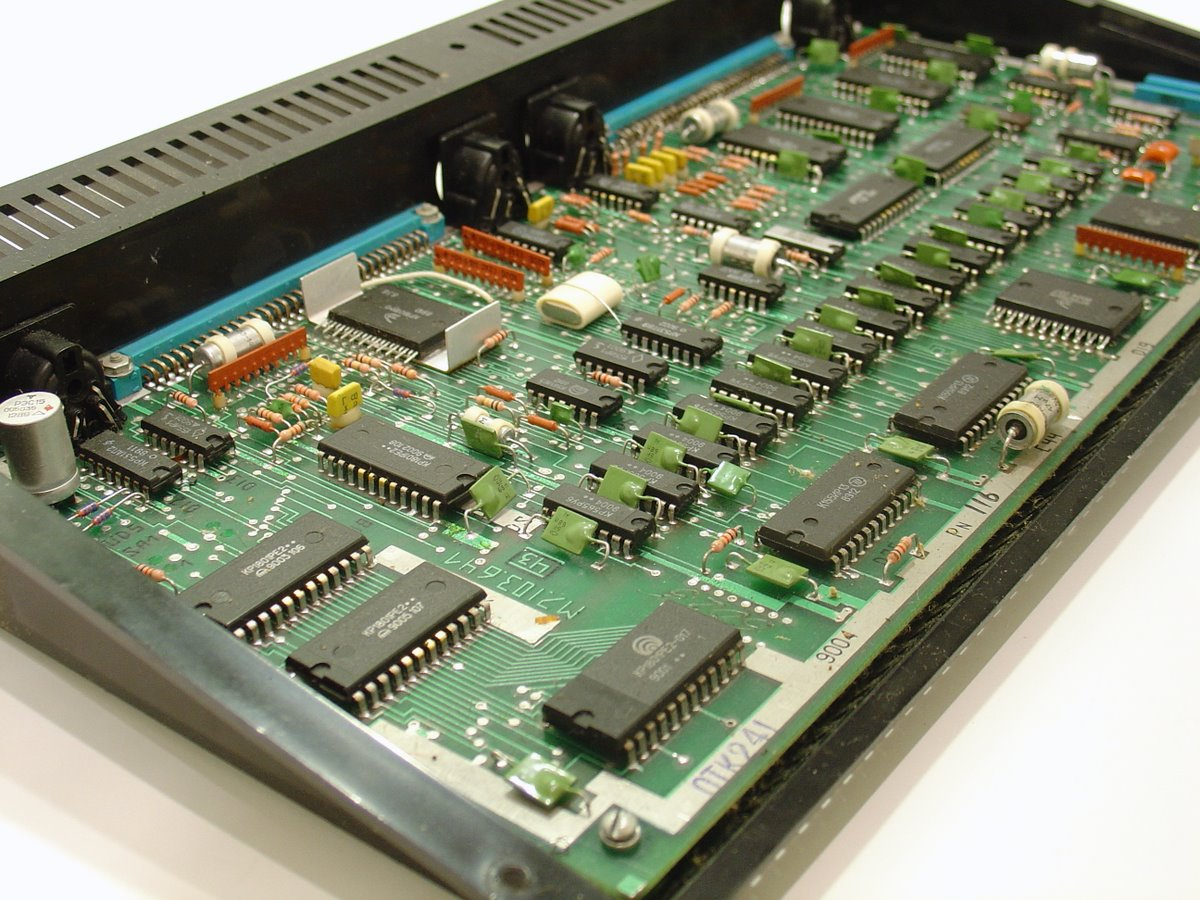
Een moederbord

Met hardware of apparatuur worden in de computertechniek alle fysieke componenten of onderdelen aangeduid die in een computer een rol spelen. De term wordt gebruikt als tegenhanger van software (programmatuur), maar het onderscheid tussen beide is niet altijd even gemakkelijk aan te geven. Voorbeelden van hardware zijn een computer (pc) en een mobiele telefoon.
In de Angelsaksische wereld heeft de term "hardware" een bredere betekenis dan in het Nederlands. In het Engels duidt de term "hardware" niet alleen op computeronderdelen, maar op gereedschappen, bouwmaterialen, machineonderdelen en ijzerwaren in het algemeen.

## Onderverdeling
Hardware valt onder te verdelen in twee groepen:

### Interne componenten
Interne componenten of onderdelen zijn stukken hardware die in de computer geïntegreerd worden en los van de computer niet kunnen werken. Voorbeelden hiervan zijn:
- Netvoeding
- Moederbord (printplaat)
- Processor
- Intern geheugen
- Harde schijf
- Cd-rom- of dvd-romspeler of brander
- Diskettestation
- Insteekkaart (waaronder netwerkkaart, videokaart en geluidskaart)
- SSD (solid state drive)

### Randapparatuur
Vaak wordt er ook nog bijkomende apparatuur (randapparatuur) aan een computer gekoppeld. Voorbeelden hiervan zijn:
- Beeldscherm (CRT/lcd/tft)
- Toetsenbord
- Muis
- Printer
- Digitale camera of webcam
- Mp3-speler
- Luidspreker
- USB-stick
- SD-kaart

## Onderscheid software en hardware
Er bestaan verschillende vormen tussen software (programmacode) en hardware (fysieke onderdelen of apparaten) waarbij de lijn tussen software en hardware vervaagt.
Bestaande tussenvormen zijn firmware (software die in hardware is vastgelegd) en programmable gate arrays (generieke hardware die softwarematig van een functie wordt voorzien).
Omwille van betere prestaties worden sommige functies in hardware geïmplementeerd, die evengoed in de vorm van software gerealiseerd kunnen worden. Een videokaart is hier een voorbeeld van.